# Пинк СИ
Пинк СИ је словеначка телевизијска станица са седиштем у Копру. Налази се у власништву предузећа Pink International Company.